# 14795 Syoyou
14795 Syoyou è un asteroide della fascia principale. Scoperto nel 1977, presenta un'orbita caratterizzata da un semiasse maggiore pari a 3,0572148 UA e da un'eccentricità di 0,2266539, inclinata di 2,75988° rispetto all'eclittica.